# Coprophanaeus pessoai
Coprophanaeus pessoai är en skalbaggsart som beskrevs av Guido Pereira 1949. Coprophanaeus pessoai ingår i släktet Coprophanaeus och familjen bladhorningar. Inga underarter finns listade i Catalogue of Life.